# Laphria nigripes
Laphria nigripes är en tvåvingeart som beskrevs av Paramonov 1929. Laphria nigripes ingår i släktet Laphria och familjen rovflugor. Inga underarter finns listade i Catalogue of Life.